# Oncidium regentii
Oncidium regentii là một loài thực vật có hoa trong họ Lan. Loài này được V.P.Castro & G.F.Carr mô tả khoa học đầu tiên năm 2005.